# Qilakitsoq

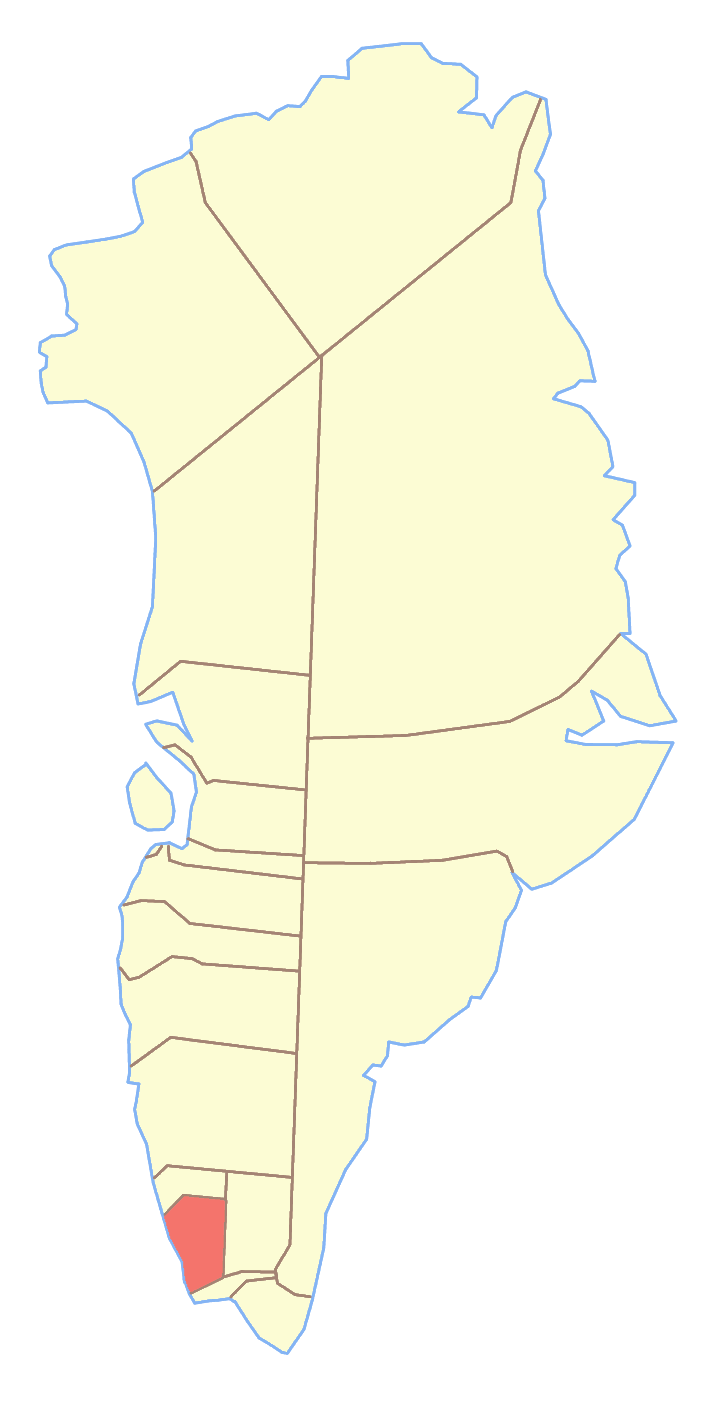
Ex comune di Ivittuut, dove si trovava il Qilakitsoq

Il Qilakitsoq (danese: Laksefjeld) è una montagna della Groenlandia di 1091 m. Si trova a 61°16'N 47°56'O; appartiene al comune di Sermersooq.